# Поплавцы
Попла́вцы (бел.  Папла́ўцы; транслит.: Paplaŭcy) — деревня в Малоберестовицком сельсовете Берестовицкого района Гродненской области Белоруссии на реке Берестовчанке.

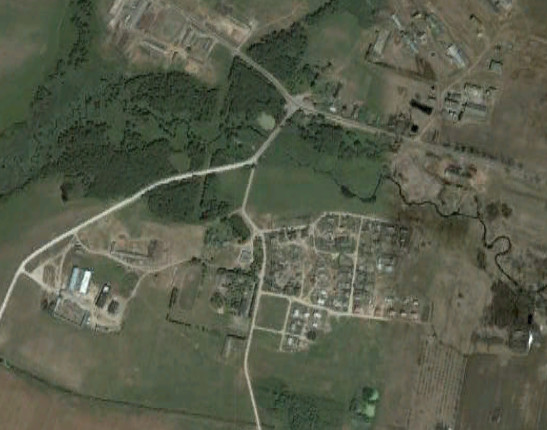
Фотография со спутника посёлка Поплавцы

## География
Деревня Поплавцы находится неподалёку (7 км) от Большой Берестовицы, которая является районным центром в Гродненской области. Расстояние от Поплавцев до города Гродна 60 км.

## Памятные места
Памятник землякам в деревне Поплавцы воздвигнут в честь 53 земляков, погибших в годы Великой Отечественной войны в 1941—1945 годы.